# إن إتش إندوستريز
إن إتش إندوستريز (بالإنجليزية: NHIndustries)، شركة تصنيع مروحيأت. يقع مقرها في آكس أون بروفانس، فرنسا. تأسست في عام 1992، من قبل كل من شركات يوروكوبتر الفرنسية الألمانية (الآن أصبحت تعرف باسم ايرباص هيليكوبترز)، أوغستا الإيطالية (الآن أغستاوستلاند) وستورك فوكر الفضاء الهولندية (الآن فوكر تكنولوجيز). تأسست شركة «إن إتش إندوستريز» خصيصا لتكون المقاول الرئيسي ووكيل الإدارة المسؤول عن تصميم وتطوير وتصنيع وإنتاج وتقديم الدعم اللوجستي لسلسلة حلف مروحيات الناتو من طراز إن إتش-90.
تعود ملكية الشركة لكل من:

## وصلات خارجية
- الموقع الرسمي